# Лаудэн, Ларри
Ла́рри Ла́удэн (англ. Larry Laudan; /ˈlaʊdən/;; 16 октября 1941, Остин, Техас, США — 23 августа 2022) — американский философ
 и эпистемолог, специалист по философии науки. Он подвергал резкой критике традиции позитивизма, реализма и релятивизма, и защищал точку зрения на науку как на прогрессивный и привилегированный институт против социальных проблем. Философский взгляд «исследовательских традиций» Лаудана рассматривается как важная альтернатива «исследовательских программ» Имре Лакатоса.

## Биография
В 1962 году получил бакалавра гуманитарных наук по физике в Канзасском университете, а также магистра гуманитарных наук в Принстонском университете и в 1965 году там же доктора философии по философии.
Продолжительное время преподавал в Университетском колледже Лондона, Питтсбургском университете, Политехническом университете Виргинии, Гавайском университете и Национальном автономном университете Мексики.
Впоследствии являлся преподавателем факультета права Техасского университета.

## Научная деятельность
Самый важный вклад Лаудана в философию науки может быть найден в его книге Progress and its Problems (1977), написанной им, когда он был профессором на факультете истории и философии науки в Питтсбургском университете. Против эмпиризма, представленного Карлом Поппером, и «революционизма», представленного Томасом Куном, Лаудан утверждает в «Progress and its Problems», что наука это развивающийся процесс, который накапливает больше эмпирически подтвержденных доказательств, пока в то же время решает концептуальные аномалии. Просто сбор доказательств или эмпирическое подтверждение не представляет собой правильный механизм научного прогресса; концептуальное решение и сравнение решений, предоставляемых различными теориями, являются неотъемлемой частью развития науки.
Лаудан также писал об управлении рисками и терроризме. Он утверждал, что «Негодование и сострадание являются подходящей реакцией на терроризм, но страх за себя и свою жизнь — нет. Риск того, что средний американец станет жертвой терроризма, чрезвычайно мал».
В 1995 году он написал книгу «The Book of Risks» (Книга о рисках), в которой описаны риски различных аварий.
Как указывает Питер Липтон, Лаудэн презирал релятивизм, который рассматривал как профессиональное заболевание современной философии науки.

## Научные труды

### Монографии
- Progress and its Problems: Towards a Theory of Scientific Growth Berkeley: University of California Press., 1977. 257 p. ISBN 978-0-520-03721-2
- Science and Hypothesis, 1981.
- Science and Values: The Aims of Science and Their Role in Scientific Debate. Berkeley: University of California Press, 1984. 160 p. ISBN 978-0-520-05743-2
- Science and Relativism: Dialogues on the Philosophy of Science, 1990. ISBN 978-0-226-46949-2
- The Book of Risks, 1995.
- Beyond Positivism and Relativism: Theory, Method, and Evidence Boulder: Westview, 1996. ISBN 978-0-8133-2469-2 {Рец. Питера Липтона}
- Danger Ahead, 1997.
- Truth, Error and Criminal Law: An Essay in Legal Epistemology 2006.

### Статьи
- A Confutation of Convergent Realism // Philosophy of Science, 1981. 48 (1). P. 19-49. doi:10.1086/288975
- Discussion: If It Ain’t Broke, Don’t Fix It // British Journal for the Philosophy of Science. 1989. 40(3): 369—375. doi:10.1093/bjps/40.3.369
- Normative Naturalism (reply to the preceding articles by Doppelt, Leplin, & Rosenberg) // Philosophy of Science. 1990. 57(1): 44-59. doi:10.1086/289530

#### Статьи на русском языке
- Лаудан Л. Наука и ценности. — В кн.: Современная философия науки: знание, рациональность, ценности в трудах мыслителей Запада. Хрестоматия. — М.: Логос, 1996. — 2-е изд. — 400 с. — Тираж 6000 экз. — ISBN 5-88439-061-0. — с. 295—342.